# 17683 Канагава
17683 Канагава (17683 Kanagawa) — астероїд головного поясу, відкритий 10 січня 1997 року.
Тіссеранів параметр щодо Юпітера — 3,164.